# Espinosa de Villagonzalo (kommun)
Espinosa de Villagonzalo är en kommun i Spanien.   Den ligger i provinsen Provincia de Palencia och regionen Kastilien och Leon, i den norra delen av landet, 240 km norr om huvudstaden Madrid. Antalet invånare är 220.